# مخيم كاكوما للاجئين
مخيم كاكوما للاجئين هو مخيم للاجئين يقع في شمال غرب مقاطعة توركانا، كينيا. تم إنشائه عام ١٩٩٢ لإيواء القاصرين غير المصحوبين بذويهم الذين فروا من الحرب في السودان ومن مخيمات في إثيوبيا. يقع المخيم في ثاني أفقر منطقة في كينيا، ونتيجةً لهذا الفقر، هناك توترات مستمرة بين اللاجئين والمجتمع المحلي، مما أدى أحيانًا إلى أعمال عنف.   

## التاريخ

مخيم كاكوما يحترق أثناء أعمال شغب في يوليو 2025

أُنشئ المخيم عام ١٩٩١ لإيواء القاصرين غير المصحوبين بذويهم الذين فروا من الحرب في السودان ومن مخيمات في إثيوبيا. ويُقدّر عدد "الفتيان والفتيات المفقودين" الذين فروا إلى هنا عبر مصر بين عامي ١٩٩٠ و١٩٩١ بـ ١٢ ألفًا. في عام ٢٠١٤، بلغ عدد سكان مدينة كاكوما ٦٠ ألف نسمة، بعد أن كان حوالي ٨ آلاف نسمة عام ١٩٩٠. 

## الجغرافيا
يقع مخيم كاكوما للاجئين في شمال غرب مقاطعة توركانا، كينيا. ويقع في أقصى شمال غرب كينيا، بين بحيرة توركانا وجنوب السودان وأوغندا.

## التركيبة السكانية
اعتبارًا من ديسمبر ٢٠٢٠، يستضيف الموقع حوالي ٢٠٠٠٠٠ شخص، معظمهم لاجئون من الحرب الأهلية في جنوب السودان . كثير من سكان كاكوما هم لاجئون منذ فترة طويلة، يعيشون في حالة من اليأس والإحباط. الوضع سيئ بشكل خاص بالنسبة للشباب.   ينقسم مخيم كاكوما إلى أربعة أقسام وهي: كاكوما ١ و٢ و٣ و٤ بينما تتكون مستوطنة كالوبيي من ثلاث قرى: القرية ١ و٢ و٣. 

## المرافق
يتألف المجمع من أربعة أجزاء (كاكوما ١-٤)، وتديره الحكومة الكينية وإدارة شؤون اللاجئين الكينية بالتعاون مع المفوضية السامية الأمم المتحدة لشؤون اللاجئين. يقيم الموظفون خارج المخيم في ثلاثة مجمعات كبيرة مزودة بمرافق متنوعة، بما في ذلك مسبح، وبارات، ومتاجر، ومراكز ترفيهية، وغرف تمارين رياضية لرفع الأثقال واليوغا والتمارين الرياضية. 
اندلعت أعمال شغب في يوليو ٢٠٢٥ بسبب تخفيضات الحصص الغذائية والمساعدات. 

## المشاكل

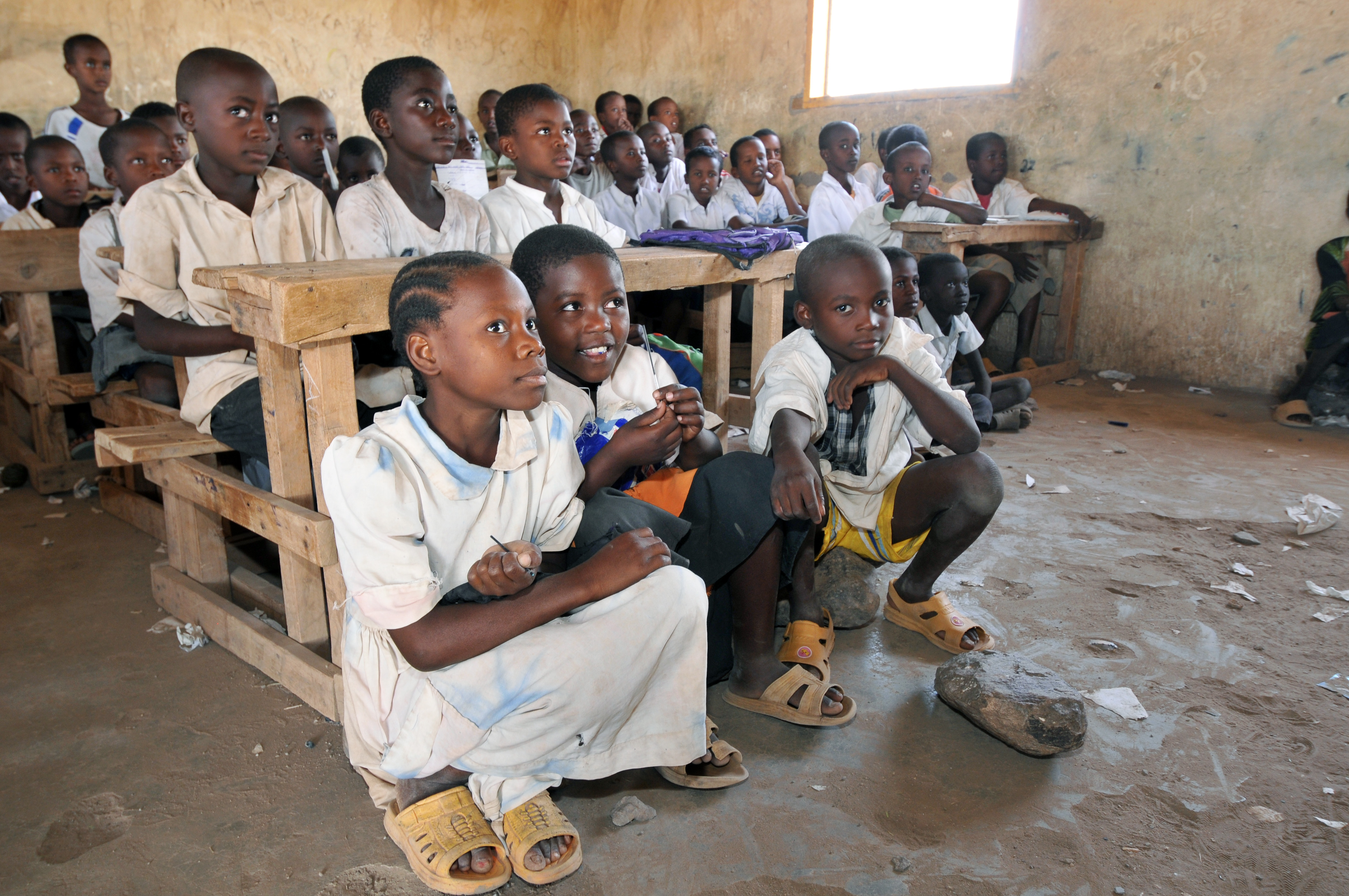
(تقرير الرصد العالمي للتعليم للجميع لعام 2011) - أطفال المدارس في مخيم كاكوما للاجئين، كينيا

يعد سوء التغذية وتفشي الأمراض المعدية والملاريا من المشاكل المستمرة، في حين تراجع الدعم المقدم من المانحين بسبب الصراعات الدائرة في أجزاء أخرى من العالم. النباتات الوحيدة التي تنجو هي الشجيرات الشائكة وبعض الأشجار ذات القمم المسطحة  ونظراً لأن الزراعة تكاد تكون مستحيلة، فإن ذلك يؤدي إلى منافسة شرسة بين مختلف الجماعات المحلية على ملكية الماشية. ولا يُسمح للاجئين بتربية الحيوانات، بسبب إمكانية نشوب صراع بينهم وبين سكان توركانا المحليين. 

## الجوائز
في عام 2016، أصبح مخيم كاكوما للاجئين أول مستفيد من جائزة أوكيندن الدولية، وهي جائزة دولية مرموقة تكرم وتدعم المشاريع التي تعزز الاعتماد على الذات لدى اللاجئين والنازحين.  وقد مُنحت الجائزة، التي تبلغ قيمتها 100,000 دولار أمريكي، إلى ”مشروع تمكين المرأة“ الذي أطلقته منظمة الشباب الأفريقي اللاجئين من أجل التنمية المتكاملة (YARID) من كامبالا، أوغندا. 

## قراءة إضافية
- Morneau، Claire (2016). Kakuma Girls : Sharing Stories of Hardship and Hope from Kakuma Refugee Camp. Barlow Book Publishing. ISBN:9781988025148.